# François-Joachim de Pierre de Bernis
Abbé potem kardynał François-Joachim de Pierre de Bernis (ur. 1715, zm. 1794) – francuski duchowny i polityk, kardynał. Pełnił funkcję sekretarza spraw zagranicznych w okresie 28 czerwca 1757 – 9 października 1758.

## Życiorys
Pochodził ze szlacheckiej lecz zubożałej rodziny, i jako młodszy syn miał przeznaczoną karierę duchownego. Kształcił się w Collège Louis-le-Grand i w seminarium w Saint-Sulpice, w Paryżu, święcenia przyjął jednak dopiero w 1755 roku.
Dał się poznać jako twórca błyskotliwych epigramów na wesołym dworze Ludwika XV. Dzięki tej twórczości madame Pompadour, królewska metresa zaszczyciła go przyjaźnią. Pompadour kazała mu umeblować luksusowy apartament w Tuileries i przyznała roczną pensję w wysokości 1500 liwrów. W roku 1751 otrzymał urząd we francuskiej ambasadzie w Wenecji, gdzie mediował między Republika Wenecką a papieżem Benedyktem XIV. Obie strony były tą mediacją zadowolone. Podczas pobytu w Republice otrzymał święcenia na subdiakona. Po powrocie do Francji w 1755 został doradcą papieża we Francji.
Brał udział w delikatnych negocjacjach dotyczących odwrócenia przymierzy przed wybuchem wojny siedmioletniej (1756–1763).
2 października 1758 papież Klemens XIII mianował go kardynałem. Jako reprezentant Francji odegrał ważną rolę na konklawe 1769 i Konklawe 1774–1775. W 1774 roku został biskupem Albano.
Zmarł w Rzymie w 1794 roku.

## Dzieła
- Réflexions sur les passions et sur les goûts (1741)
- Poésies diverses, par M. L. D. B. (1744)
- Œuvres meslées en prose et en vers de M. L. D. B*** (1753)
- Les Quatre saisons, ou les Géorgiques françoises, poëme (1763)
- Les Saisons et les jours, poèmes (1764)
- Œuvres complettes de M. le C. de B*** (1767)
- Correspondance du cardinal de Bernis, ministre d'État, avec M. Paris du Verney, conseiller d'État, depuis 1752 jusqu'en 1769 (1790)
- La Religion vengée, poème en 10 chants (1795)
- Correspondance de Voltaire et du cardinal de Bernis, depuis 1761 jusqu'à 1777 (1799)
- Mémoires et lettres de François-Joachim de Pierre, Cardinal de Bernis (1715-1758), publiés avec l'autorisation de sa famille, d'après les manuscrits inédits par Frédéric Masson (1878). Réédition : Mercure de France, Paris, 2000.